# Bartosz Wezenborg
Bartosz Wezenborg (Wezemborg), zwany również Bartoszem z Odolanowa herbu Tur (Wezemborg), (zm. 1393) – możnowładca, starosta kujawski (1374-1377), wojewoda poznański (od 1387).

## Pochodzenie
Syn Peregryna (II). Jego ród pochodził z Łużyc, z  Weissenburga, w XIII wieku przybył na Śląsk i miał dobra w księstwie oleśnickim.  
Przodkiem jego miał być rycerz Peregryn, który uratował księcia Henryka Brodatego podczas zamachu w Gąsawie (1227).

## Życiorys
W ostatnich latach życia króla Kazimierza III Wielkiego Bartosz był jednym z bliższych współpracowników władcy, m.in. występował w sądach przeciw krzyżakom. W 1369 otrzymał miasto Koźminek, między rokiem 1370 a 1372 otrzymał dobra w Gostyniu i Odolanowie, ten drugi prawdopodobnie w 1373 r. samowolnie lokował.
Po śmierci Kazimierza III poparł Ludwika Węgierskiego, w zamian za co został starostą kujawskim (1374–1377). W 1375 r. wraz z Sędziwojem z Szubina pokonał pod Gniewkowem Władysława Białego, który był pretendentem do tronu Polski, a następnie oblegał siły księcia w Złotorii. Po kapitulacji księcia został przez niego wyzwany na pojedynek, który wygrał.
Pozbawiony tytułu starosty kujawskiego za sprzeciw wobec mianowania starostą poznańskim Domarata z Pierzchna, wycofał się do Odolanowa, z którego zaczął organizować wyprawy łupieżcze skierowane przeciw krzyżakom. Prawdopodobnie w 1380 r. pojmał dla okupu 59 rycerzy burgundzkich, którzy zmierzali do państwa krzyżackiego, by wziąć udział w rejzie przeciw Litwinom. Za 59 gości zakonu mistrz krzyżacki wypłacił okup 20 tys. lub 27 tys. florenów. Ponieważ Ludwik Węgierski uważał krzyżaków za sojuszników, nakazał wielkopolskim starostom zajęcie Odolanowa. Do zdobycia miasta ostatecznie nie doszło, gdy w Skarbimierzycach (obecnie Skalmierzyce) pod Kaliszem zawarto porozumienie z Bartoszem, który zobowiązał się sprzedać swoje dobra na rzecz państwa.
Odrzucając warunki ugody, w 1382 r. Ludwik nakazał kolejną wyprawę, którą dowodził jego zięć, Zygmunt Luksemburski. Oblężenie przerwano po kilku dniach z powodu śmierci Ludwika, a Zygmunt przystał na warunki poprzedniej ugody i pośpieszył na Węgry, by objąć sukcesję po teściu. Po drodze Zygmunt odrzucił żądania możnych wielkopolskich, którzy domagali się pozostania Zygmunta w kraju i usunięcia Domarata z funkcji starosty, co spowodowało wybuch trzyletniej wojny między Nałęczami a Grzymalitami. Bartosz poparł Siemowita IV mazowieckiego.
W 1382 r. rycerstwo wezwało zgodnie do koronacji na króla Jadwigi, córki Ludwika. Bartosz przybył do Krakowa z licznym pocztem, w którym ukrywał się Siemowit IV. Stronnicy Nałęczów planowali porwać królową i wydać ją za księcia mazowieckiego, by w ten sposób osadzić go na polskim tronie, co ostatecznie się nie powiodło.  
Wkrótce Bartosz z siłami Siemowita IV Mazowieckiego od 19 czerwca do 14 sierpnia 1383 r. oblegał Kalisz. Dopiero po roku 1384 Bartosz uznał zwierzchnictwo króla Władysława Jagiełły. Wkrótce potem stał się współpracownikiem króla, a w 1387 roku wojewodą poznańskim.
Pozostawił dwóch synów, starszy Bartosz (z Gostynia) był kasztelanem w Nakle.
Uhonorowany ulicami swego imienia w Odolanowie i Ostrowie Wielkopolskim.